# 文翁石室站
文翁石室站位于中国四川省成都市青羊区，是成都地铁10号线三期工程和13号线一期工程建设中的一座换乘站，预计于2025年启用。

## 车站概要
本站位于青羊区少城街道文翁路与锦里中路交叉口北侧，沿文翁路南北向设置。因邻近文翁石室而得名。本站在规划阶段曾用名“银杏园站”。

## 车站结构
10号线文翁石室站为地下二层双柱三跨14米宽140米长岛式站台车站，全长213米，宽23.7米，总建筑面积18847平方米。车站采用半盖挖法施工。
13号线文翁石室站为为地下四层双柱三跨岛式站台车站。车站采用半幅盖挖（局部全盖）法施工。
换乘方式为L型节点换乘。
| 地面      |                                     | 出入口                            |  |
| 地下 一层 | 站厅层                              | 安检、售票机、站内商店            |  |
| 地下 二层 |                                     | 10号线列车往新平方向 （武侯祠）   |  |
| 地下 二层 | 岛式站台，左边车门将会开启          |                                   |  |
| 地下 二层 | 10号线列车往骡马市方向 （人民公园） |                                   |  |
| 地下 三层 |                                     |                                   |  |
| 地下 四层 |                                     | 13号线列车往瓦窑滩方向 （小南街） |  |
| 地下 四层 | 岛式站台，左边车门将会开启          |                                   |  |
| 地下 四层 | 13号线列车往龙安方向 （华西坝）     |                                   |  |

## 大事记
- 2020年3月29日，本站上方的锦里中路跨线桥完成拆除。[6]
- 2021年3月10日，13号线车站主体围护结构开工。[7]